# Église Saint-Pierre-aux-Liens de Palleau
 (décembre 2024).
Si vous disposez d'ouvrages ou d'articles de référence ou si vous connaissez des sites web de qualité traitant du thème abordé ici, merci de compléter l'article en donnant les références utiles à sa vérifiabilité et en les liant à la section « Notes et références ».
L'église Saint-Pierre-aux-Liens de Palleau est une église située sur le territoire de la commune de Palleau, dans le département français de Saône-et-Loire et la région Bourgogne-Franche-Comté. 
Elle relève de la paroisse Saint-Jean-Baptiste-des-Trois-Rivières (qui a son siège à Verdun-sur-le-Doubs).

## Historique
Une petite église fut édifiée au Port vers le VIe siècle, qui servit jusqu’au XIe siècle. Un cimetière y était accolé, et les habitants y ensevelirent leurs défunts jusqu'au XVIe siècle. 
En 1006, une charte du roi Robert II le Pieux confia l’entretien de cette église à une communauté de moines, communauté qui est à l’origine de la création du prieuré dont des bâtiments résiduels du XVIIIe siècle sont encore visibles au sud de l’église actuelle.
En 1730, l’état de l’église, proche de la ruine, conduisit à sa reconstruction complète, en briques et carreaux. Cinquante ans plus tard, en 1780, d'importants travaux y furent effectués, portant sur la toiture, le plafond, les contreforts et les baies. 
Cet édifice fut cependant victime de la foudre qui frappa le clocher dans la nuit du 23 au 24 mai 1907, ce qui provoqua un incendie qui ravagea l'édifice (dont il ne resta que les murs calcinés). 
La reconstruction de l'église fut entreprise dès 1908 et, le 27 octobre 1909, eut lieu la bénédiction du nouvel édifice, avec la mise en place de la cloche. 
En 1994, la municipalité a procédé à la réfection totale de la toiture et des peintures intérieures. Puis, fin 2001 et début 2002, ce sont des travaux de ravalement qui ont été réalisés.

## Description
L’église ouvre sur une nef de 17 mètres de long et de 8 mètres de large, qui se prolonge par un chœur profond de 6,5 mètres (le chœur de l’ancien édifice a été conservé, comme en témoignent ses amorces d’arcatures voûtées en berceau brisé). 
La nef s’élève jusqu’à la voûte lambrissée qui supporte le toit, voûte soutenue par un ensemble de fermes de cintre ouvragées (les deux fermes centrales prennent appui sur les piliers en briques subsistant de l’ancien édifice).

## Mobilier
Le maître-autel, qui a fait l’objet d’une souscription à laquelle participèrent la quasi-totalité des habitants de Palleau, date de 1920 et est l'œuvre d’un maître marbrier beaunois. 
Mais l'objet le plus précieux que renferme l'église est la châsse abritant les reliques de saint Antide, évêque de Besançon qui vécut au IVe siècle et qui mourut décapité (il connut l'invasion des Vandales ariens dirigés par le général Crocus, demanda que les populations de son diocèse soient épargnées mais on lui coupa la tête). Ses restes, pieusement conservés, furent ensevelis sur le lieu de son martyre, à Ruffey-le-Château, dans le département du Doubs, village dont l’église actuelle est placée sous le vocable de saint Antide. En 1360, Jean de Vienne, archevêque de Besançon, fit transférer une partie des reliques du saint à Dijon, à l’abbaye Saint-Bénigne, qui les confia au prieuré de Palleau qui en dépendait (les reliques ont été « attestées » par une charte de 1334, signée par le prieur de l’époque). Elles furent ultérieurement authentifiées par les évêques de Chalon, qui possédaient une villa à Palleau, à chacun de leur passage. En 1450, l’évêque Jean Germain demanda qu’on logeât mieux les reliques, et les habitants firent fabriquer une belle châsse en argent, dont les Protestants s'emparèrent en 1560. On recueillit cependant les reliques qui se trouvaient répandues dans la nef et on les plaça dans une nouvelle châsse en chêne doublée de feuilles de cuivre repoussé.
Un grand tableau peint en 1939 par Pierre Guyénot (1914-2007) est suspendu en haut de la nef, représentant la Résurrection du Christ (œuvre grâce à laquelle cet artiste a remporté le prix Paul Chenavard).

## Culte
Édifice consacré du diocèse d'Autun relevant de la paroisse Saint-Jean-Baptiste-des-Trois-Rivières (siège à Verdun-sur-le-Doubs) – qui en est affectataire au titre de la loi de 1905 –, l'église de Palleau est un lieu de culte catholique.